# Вињоле (Долина Аосте)
Вињоле (итал. Vignole) је насеље у Италији у округу Долина Аосте, региону Долина Аосте.
Према процени из 2011. у насељу је живело 36 становника. Насеље се налази на надморској висини од 896 м.